# Niehorst
Niehorst ['niːhɔʁst]  ist ein nördlicher Stadtteil von Gütersloh in Ostwestfalen-Lippe, welcher 1970 im Rahmen der kommunalen Neugliederung in die heutige Kreisstadt Gütersloh eingemeindet wurde.

## Geografie
Niehorst liegt im Osten der Westfälischen Bucht.
Die Lutter bildet die südliche Grenze, der Lichtebach einen Teil der nördlichen. Ein weiteres über Ortsgebiet verlaufendes Gewässer ist der Krullsbach.
Die Landschaft um die Hauptsiedlung herum ist geprägt von Ackerflächen, Wiesen, kleinen Kiefernwälder und einigen Birken. Dazwischen liegen verstreut einige Bauernhöfe.

### Nachbargemeinden
Die westliche Grenze des Stadtteils zu Marienfeld ist nicht nur eine Gemeindegrenze, sondern historisch gesehen auch eine Glaubens- und Kulturgrenze. Bis Niehorst ging das protestantische Ravensberger Land, ab Marienfeld begann das katholische Münsterland.

## Geschichte
1556 wurde im Ravensberger Urbar zum ersten Mal der Eigenbehörige Johann Nigehorster erwähnt. Zu jener Zeit ließ Johann der Friedfertige, Graf von Ravensberg, acht neue Höfe im Gebiet des heutigen Niehorsts ansiedeln (von denen bis heute noch sieben existieren). Dieses Gebiet wurde im Urbar nach Nigehorsters Hof als „in die Nigehorstere“ bezeichnet. Kurios: Heute liegt der namensgebende Hof (mittlerweile „Hof Niehörster“) nicht auf dem Gebiet des Gütersloher Stadtteils Niehorst, sondern rund 50 m jenseits der Grenze auf Harsewinkeler Stadtgebiet. „Schuld“ sind vermutlich Vorfahren der Niehörsters, die sich im 16. Jahrhundert weigerten, den protestantischen Glauben des Grafen von Ravensberg anzunehmen und beim katholischen Kloster Marienfeld blieben.
Die Bauerschaft Niehorst gehörte bis zur Franzosenzeit zur Vogtei Brackwede im Amt Sparrenberg der Grafschaft Ravensberg und von 1807 bis 1813 zum Kanton Brackwede im Königreich Westphalen. 1816 kam Niehorst zum neuen Kreis Bielefeld. Mit der Konstituierung der Bauerschaft Niehorst zu einer Landgemeinde 1847 wurde Niehorst zunächst dem kurzlebigen Amt Isselhorst zugewiesen. Die Ämter Isselhorst und Brackwede wurden 1852 zu dem Amt Brackwede-Isselhorst vereinigt. Später wurde das Amt nur noch Amt Brackwede im Kreis Bielefeld genannt.
Im Jahr 1969 beschloss der Niehorster Gemeinderat den Anschluss an die Stadt Gütersloh und sprach sich damit gegen den möglichen Anschluss an die Stadt Bielefeld aus. Diese Zuordnung trat am 1. Januar 1970 in Kraft. Durch die Gebietsreform von 1973 wurde Niehorst ein Teil des Kreises Gütersloh.

## Religionen
Niehorst gehört zum Kirchspiel Isselhorst. Eine eigene Kirche hatte Niehorst nie. Von den 607 Einwohnern mit Hauptwohnsitz in Niehorst (Stand Dezember 2000) sind 377 oder 62,1 % evangelisch und 116 oder 19,1 % katholisch. 114 oder 18,8 % gehören einer anderen oder keiner Religionsgemeinschaft an.

## Politik

### Wappen
| Wappen von Niehorst | Blasonierung: „In silbernem Schild unter rotem Sparren ein rotes Fachwerk-Bauernhaus mit großem Deelentor und Giebelschmuck; im Deelentor ein goldener Adler in rotem Schild.“                         |
| Wappen von Niehorst | Wappenbegründung: Der rote Sparren steht für die frühere Zugehörigkeit zur Grafschaft Ravensberg. Der Adler zeigt das Wappen der Grafen von Rietberg, die hier einst einflussreiche Grundherren waren. |

### Parteien
Der erste CDU-Ortsverband im Kirchspiel Isselhorst wurde am 3. Januar 1969 in Niehorst gegründet. Wenige Wochen später wurde der CDU-Ortsverband „Kirchspiel Isselhorst“ gegründet, dem sich der Niehorster Ortsverband anschloss.

## Kultur und Sehenswürdigkeiten

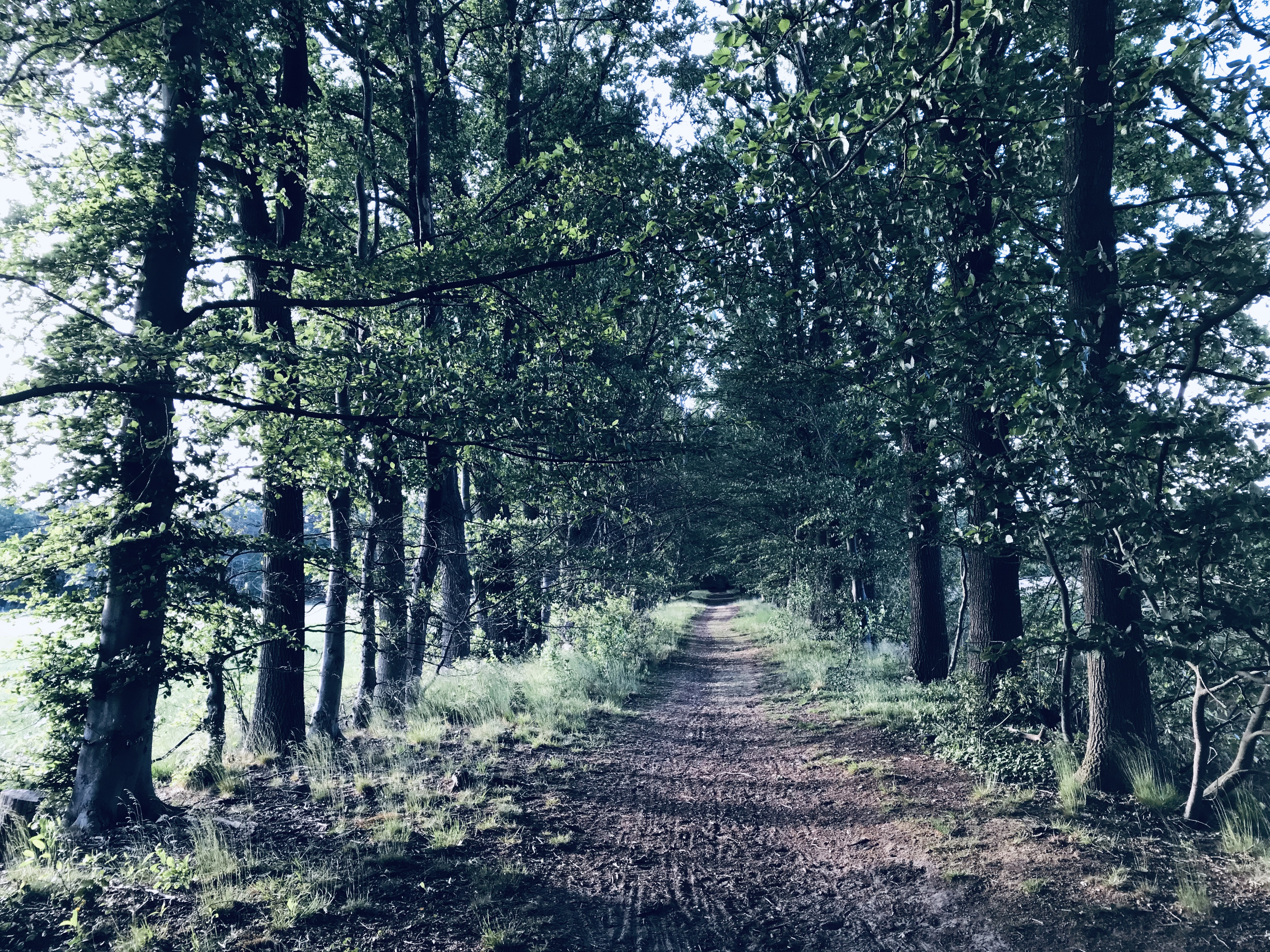
Baumallee in der Hakenheide

In Niehorst stehen einige zum Teil mehr als 500 Jahre alte Bauernhöfe mit kunstvoll verzierten Deelentorbögen. Insbesondere der Hof Diekmann zeichnet sich durch seinen äußeren Schmuck beim Fachwerk aus. Der Eichenhof von 1807 steht auf der Liste der Baudenkmäler in Gütersloh.
Die „Niehorster Heide“ rund um das ehemalige NATO-Tanklager gilt als „Kleine Senne“. Auf dem gesetzlich geschützten Biotop mit seinem Heide- und Sandmagerrasen ist eine große Artenvielfalt von Pflanzen und Tieren nährstoffarmer Standorte zu beobachten. So kommen dort Stechimmen, Feldgrillen, Heidelerchen, Baumpieper sowie eine Vielzahl von Flechten, Moosen und typischen Pflanzen wie Heidekraut vor.

## Wirtschaft und Infrastruktur

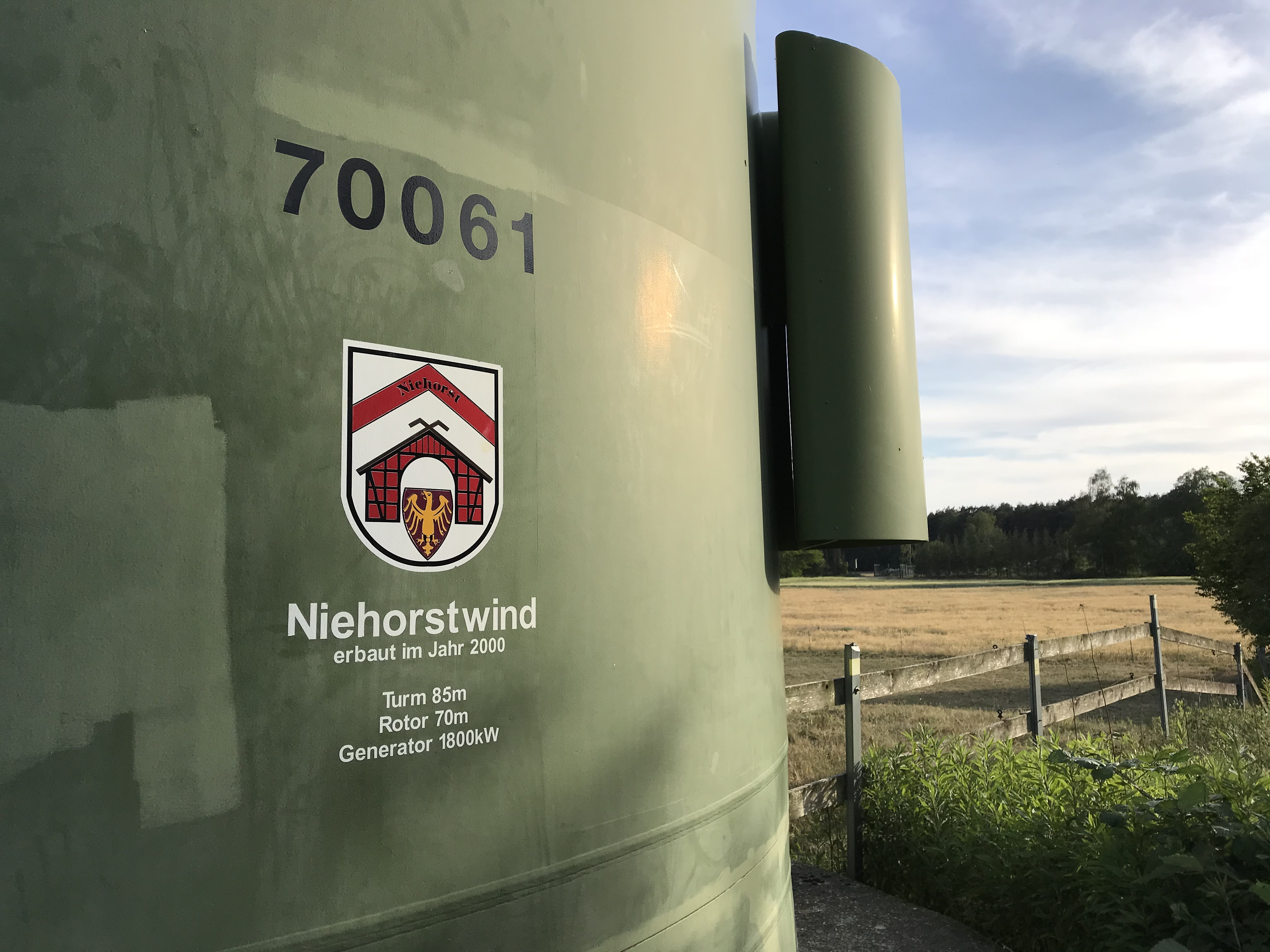
Windkraftanlage Niehorstwind

Niehorst ist geprägt durch Streubesiedlung. Ein Ortskern im klassischen Sinn fehlt.
Anfang der 1960er Jahre wurde in Niehorst ein Gewerbegebiet ausgewiesen. Hier haben sich kleine Industrie- und Handwerksbetriebe angesiedelt. Zu überregionaler Bedeutung hat sich allein die Firma Huxohl entwickelt, die von einer kleinen Mühle mit Sägegatter zu einem bundesweit operierenden Holzhandel und Sägewerk wurde. Ansonsten ist der Stadtteil wirtschaftlich von klein- und mittelbäuerlicher Landwirtschaft geprägt. Seit Anfang des neuen Jahrtausends bietet der Hof Birkenhake als erster und einziger Anbieter im Stadtgebiet Gütersloh Urlaub auf dem Bauernhof an und erschloss damit Niehorst für den Tourismus.
Seit dem Jahr 2000 steht an der Straße An den Sandgruben eine Windenergieanlage. Ihr Turm ist 85 Meter hoch.

## Persönlichkeiten
Gebürtig aus Niehorst stammen:
- Simon Gosejohann (* 1976), Schauspieler, Moderator und Comedian
- Thilo Gosejohann (* 1971), Kameramann, Regisseur

In Niehorst wohnte:
- Woldemar Winkler (1902–2004), Maler, Zeichner und Bildhauer

## Trivia
- Der Filmemacher Thilo Gosejohann (* 1971), Bruder von Simon Gosejohann, nutzte sein Heimatdorf als Filmkulisse für die Filme Operation Dance Sensation und Captain Cosmotic. Seine Filmgesellschaft nannte er entsprechend „Neverhorst Film Company“.

- Gleich zweimal stürzten auf Niehorster Gebiet Flugzeuge ab: 1978 verunglückte ein britischer Düsenjäger an der Grenze zu Ebbesloh, 1988 stürzte ein Harrier ab und explodierte. Niehorst liegt unweit des Militär-Flughafens Gütersloh.